# Platyphyllum camellifoliatum
Platyphyllum camellifoliatum är en insektsart som beskrevs av Max Beier 1960. Platyphyllum camellifoliatum ingår i släktet Platyphyllum och familjen vårtbitare. Inga underarter finns listade i Catalogue of Life.